# Appareil (anatomie)
Pour les articles homonymes, voir Appareil.
En anatomie, un appareil est un ensemble d’organes dont le fonctionnement concourt à une tâche complexe commune.
On distingue la notion d’appareil de celle de système : un appareil est composé d’organes bien délimités, alors que le système peut être composé de structures mal délimitées et diffuses dans tout l’organisme (comme les nerfs du système nerveux, qui sont indissociables des organes, ou les cellules mobiles du système immunitaire).